# سطام السقامي
سطام السقامي (28 يونيو 1976 – 11 سبتمبر 2001) سعودي، وواحد من بين الخمسة الخاطفين لطائرة الخطوط الجوية الأمريكية رحلة 11 كجزء من هجمات 11 سبتمبر. كان السقامي طالبًا في كلية الحقوق حتى تم تجنيده في تنظيم القاعدة جنبًا إلى جنب مع ماجد موقد، حيث سافر إلى أفغانستان ليتم اختياره للمشاركة في هجمات 11 سبتمبر. وصل السقامي إلى الولايات المتحدة في أبريل 2001. وفي 11 سبتمبر 2001، استقل السقامي طائرة الخطوط الجوية الأمريكية رحلة 11، وشارك في اختطاف الطائرة والتي تحطمت في البرج الشمالي من مركز التجارة العالمي كجزء من الهجمات المنسقة.

## النشأة والتعليم
هو مواطن من مدينة الرياض بالمملكة العربية السعودية، وكان السقامي طالب في كلية الحقوق في جامعة الملك سعود. قام بتجنيده شخص يدعى ماجد موقد في معسكر خلدن التابع لتنظيم القاعدة، وهو منشأة تدريب كبيرة بالقرب من كابول كان يديرها ابن الشيخ الليبي.

## سيرته
يقول مكتب التحقيقات الفيدرالي إن السقامي وصل لأول مرة إلى الولايات المتحدة في 23 أبريل 2001، بتأشيرة حيث سمح له بالبقاء في البلاد حتى 21 مايو. ومع ذلك، واستأجر شقة مع سالم الحازمي في مجمع سان انطونيو في عام 2001. تقارير أخرى تقول أن السقامي كان يقيم مع وليد الشهري في هوليوود، فلوريدا، واستأجر سيارة تويوتا كورولا سوداء من وكالة ألامو لتأجير السيارات.
في يوم 19 مايو، سافر السقامي ووليد الشهري من فورت لاودردال إلى فريبورت، الباهاما. ثم عادا إلى فلوريدا في نفس اليوم واستأجر كياريو الحمراء من وكالة أفيس لتأجير السيارات.
وكان واحدًا من تسعة خاطفين فتحوا حسابًا مصرفيًا في مركز «وست» مع وديعة نقدية في يونيو 2001، وفي 3 يوليو تموز أصدرت له ولاية فلوريدا بطاقة الهوية، كما أنه استخدم رخصته السعودية للحصول على رخصة السياقة في فلوريدا، وكان السقامي الخاطف الوحيد الذي ليس لديه أي عنوان في الولايات المتحدة.
خلال الصيف، اشترك كل من السقامي ووليد الشهري لمدة شهر واحد في صالة ألعاب رياضية في بوينتون بيتش يملكها جيم والارد. (محمد عطا ومروان الشحي أيضا تدربا في الصالة الرياضية التي يملكها وولارد، في ديلراي بيتش). حيث كانوا عازمين عن سبق إصرار على مهمة خطيرة. كما قال مدير وكالة الاستخبارات المركزية جورج تينيت في وقت لاحق أن "ربما قيل أكثر قليلا من ذلك، أنهم كانوا عازمون على مهمة انتحارية داخل الولايات المتحدة.

## الهجمات

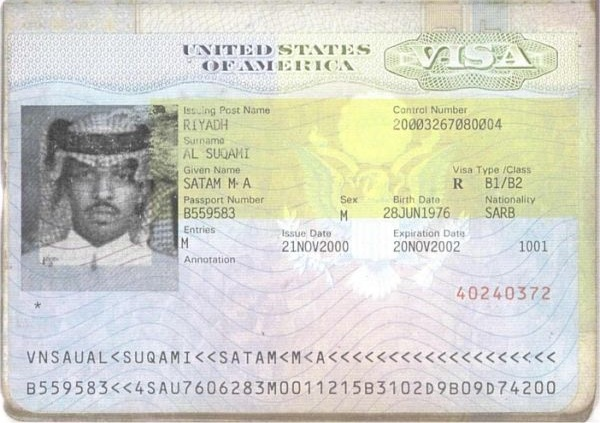
صورة للفيزا الخاصة بسطام السقامي

في 10 سبتمبر 2001، قضى السقامي ليلته في غرفة مشتركة في فندق ميلنر في بوسطن مع ثلاثة من خاطفي الرحلة 175، مروان الشحي، فايز بني حمد، ومهند الشهري. وفي يوم الهجمات، قطع السقامي تذكرة من مكتب الطيران باستخدام جواز سفره السعودي، واستقل الخطوط الجوية الأمريكية الرحلة 11 من مطار لوجان الدولي، وقد فُحص، ولم يُكتشَف وجود أكياس تحمل مواد متفجرة معه.
وُزعت مذكرة إدارة الطيران الفيدرالية في فبراير 2002، وقالت أن السقامي أطلق النار على الراكب دانيال م لوين (مقعد 9B)، المؤسس المشارك لشركة أكاماي تكنولوجيز وعضو سابق في ماتكال الإسرائيلي، وهو جندي في الجيش الإسرائيلي لمحاولته إحباط عملية الخطف. وكان التقرير موضع جدال، حيث نفت إدارة الطيران الفيدرالية (AFF) ومكتب التحقيقات الفيدرالي (FBI) بقوة وجود أسلحة نارية أو أسلحة مهربة على متن الطائرة. ويعتقد أن السقامي طعن الراكب الإسرائلي بينما كان يحاول التدخل في عملية الخطف.

## اكتشاف جواز سفر
وبحسب ما ورد في تقرير لجنة 11 من سبتمر فإن جواز سفر السقامي وجد من قبل أحد المارة (غير معروف الهوية)، حيث سقط في محيط شارع Vesey، [8] قبل انهيار البرجين. (وذكرت العديد من وكالات الأنباء عن طريق الخطأ أن جواز السفر يعود إلى محمد عطا.) 

### بين الكذب والحقيقة
في 19 من شهر مارس عام 2002، أعرب كاتب عمود في صحيفة الغارديان البريطانية عن شكوكه حول صحة هذا التقرير،  حيث تسائل عن كيفية نجاة جواز سفر ورقي أو من أي نوع من جحيم الانفجار الذي أذاب الدعامات الحديدية للبرج، حيث لم يتم العثور على الصندوقين الأسودين للطائرة أبدًا والمصنوعان بشكل لا يمكن أن يصيبهما أي كسر أو خلل. ووفقًا لشهادة محام الموظفة سوزان غينسبورغ أمام لجنة 9/11، فإن جواز سفره «تم التلاعب به بطريقة احتيالية لغرض ربطه بـتنظيم القاعدة.» وادعت السلطات الأمريكية وجود جوازات سفر خاصة بكل من زياد الجراح وسعيد الغامدي وُجدِت في موقع تحطم طائرة يونايتد ايرلاينز الرحلة 93

## وصلات خارجية
- لجنة التحقيقات النهائية في هجمات 11/09/2001